# Mariakapel (Velden, Vorstweg)

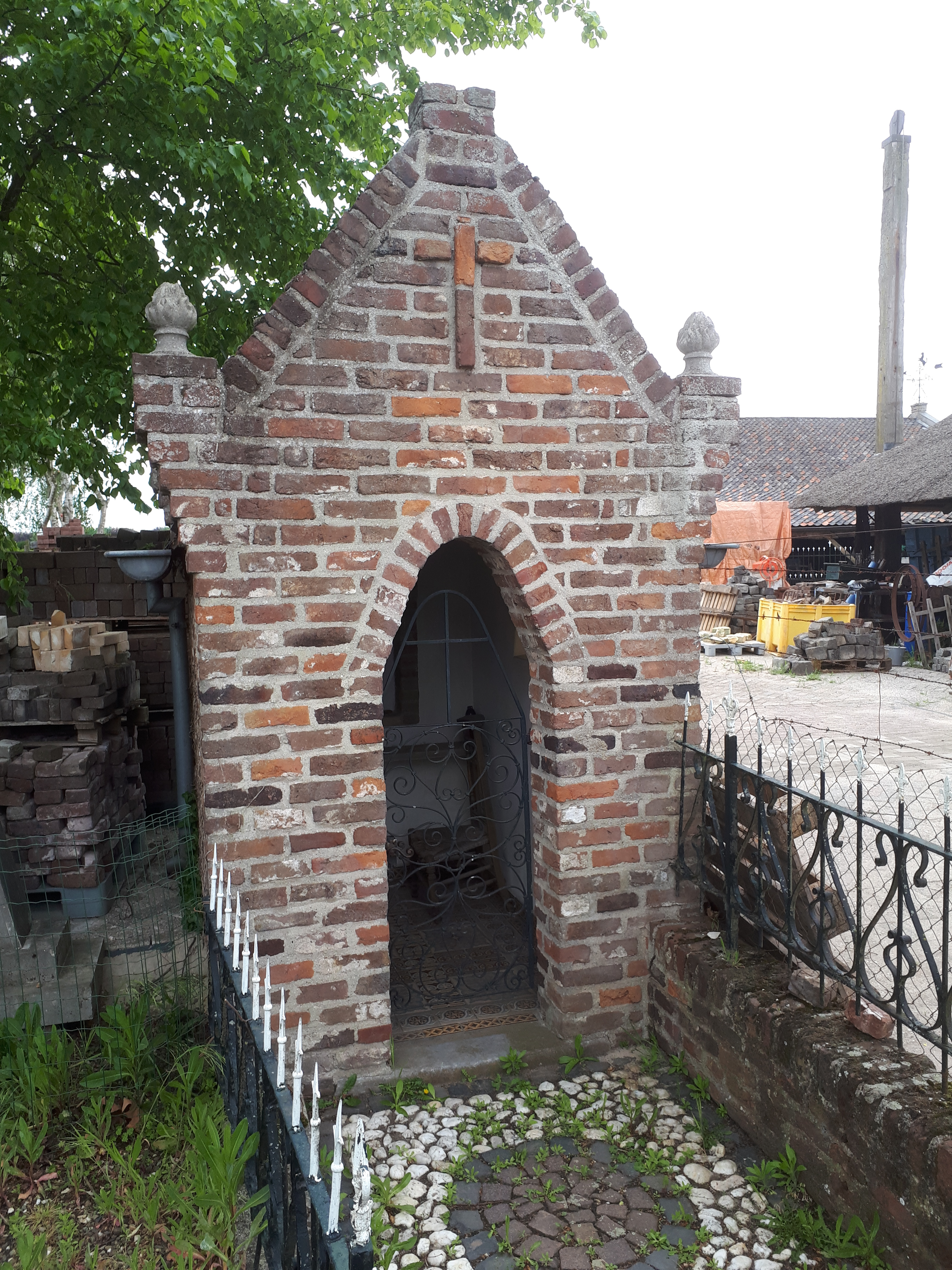
De Mariakapel

De Mariakapel is een kapel in Het Vorst bij Velden in de Nederlandse gemeente Venlo. De kapel staat bij de Hovershof te Vorstweg 50 ten zuidwesten van het dorp.
De kapel is gewijd aan de heilige Maria.

## Geschiedenis
In 1979 werd de kapel gebouwd door G.H. Peters van de Hovershof die het beeldje verkreeg in het Zwarte Woud.

## Gebouw
De bakstenen kapel is opgetrokken op een rechthoekig plattegrond en wordt gedekt door een verzonken zadeldak met leien. Alleen in de rechterzijgevel bevindt zich een halfrond venster. De frontgevel en achtergevel zijn topgevels met verbrede aanzet en schouderstukken, waarbij op de schouderstukken betonnen vuurpotten zijn geplaatst. Hoog in de frontgevel is met licht uitspringende oranje bakstenen een kruis gemetseld, met daaronder de paraboolboogvormige toegang van de kapel die wordt afgesloten door een sierlijk hek.
Van binnen is de kapel wit gepleisterd. Aan de achterwand is een altaarblad opgehangen. In de achterwand is een rondboogvormige nis aanbracht die wordt omgeven door een bakstenen omlijsting. In de nis is op een console het onbeschilderde houten Mariabeeld geplaatst dat de gekroonde heilige als hemelkoningin toont met op haar linkerarm het ongekroonde kindje Jezus en in haar rechterhand een bol (symbool voor wereldheerschappij).